# Moustapha Salifou
Moustapha Salifou (nascut l'1 de juny de 1983 en Lomé) és un futbolista togolès que juga de centrecampista.
Fou internacional amb la selecció de futbol de Togo amb la qual participà a la Copa del Món de futbol de 2006.
Pel que fa a clubs, destacà a Aston Villa FC.